# Stazione di Bergamo FVS
La stazione di Bergamo FVS era il capolinea orobico della ferrovia della Valle Seriana, attiva fra il 1884 e il 1967. Dal 2009, su parte del suo piazzale binari è in funzione il capolinea della tranvia Bergamo-Albino, realizzata sul medesimo sedime ferroviario.

## Storia
La stazione fu aperta contestualmente alla prima tratta della ferrovia della Valle Seriana il 21 aprile 1884. Fu capolinea anche della tranvie interurbane a vapore Bergamo-Treviglio-Lodi e Bergamo-Soncino, in quanto previsto dalle loro rispettive convenzioni di costruzione ed esercizio stipulate con la provincia di Bergamo.
L'impianto concluse la sua attività alla chiusura della linea ferroviaria, avvenuta il 31 agosto 1967.
Dal 2009, con l'apertura della tranvia Bergamo-Albino realizzata sul medesimo sedime, parte del piazzale binari della dismessa stazione è stato reimpiegato dal capolinea della nuova linea.

## Strutture e impianti
La stazione disponeva di un fabbricato viaggiatori distinto rispetto a quello adiacente, di maggiori dimensioni, della Ferrovia della Valle Brembana (FVB), anch'esso affacciato sulla piazza della stazione di Bergamo FS.
Il piazzale binari era composto da più fasci. Nei pressi del fabbricato viaggiatori era presente quello passeggeri, composto da quattro binari, mentre il fascio merci era composto da altri tre binari, da un piano caricatore e da un magazzino merci. La stazione era dotata anche di strutture per la manutenzione e il deposito del materiale rotabile.

## Interscambi
- Stazione ferroviaria (Bergamo FVB) dal 1906 al 1966
- Stazione ferroviaria (Bergamo FS)
- Fermata tram urbani (Stazione FS, Linea 1) dal 1884 al 1958